# مؤسسه رسانه‌های تصویری
مؤسسه رسانه‌های تصویری یک شرکت توزیع فیلم‌های ایرانی و غیرایرانی در  شبکه نمایش خانگی در ایران بود.
این شرکت که در سال ۱۳۷۲ تأسیس شد وابسته به وزارت فرهنگ و ارشاد اسلامی ایران بود و تا سال ۱۳۷۹ به عنوان تنها شرکت مجاز توزیع فیلم در شبکه نمایش خانگی در ایران بود. این مؤسسه، در پاییز ۱۳۹۸ براساس مصوبه هیئت امناء در بنیاد سینمایی فارابی ادغام شد.

## مدیران
- مهدی یزدانی (۱۳۹۶-۱۳۹۸)[۳]
- مصطفی ابطحی (۱۳۹۴–۱۳۹۶)[۴]
- حسین مسافرآستانه (۱۳۹۲–۱۳۹۴)[۵]
- عباس اسداللهی (۱۳۹۲)[۶]
- محمدرضا عباسیان (۱۳۸۸–۱۳۹۲)
- ابراهیم داروغه‌زاده (۱۳۸۴–۱۳۸۸)
- مهدی یزدانی (۱۳۸۳–۱۳۸۴)[۷]
- محمدسعید قائنی نجفی (؟ -۱۳۸۳)